# Il fiore di pietra
Il fiore di pietra (titolo originale russo Каменный цветок) è un balletto in tre atti e otto scene con prologo scritto da Sergej Sergeevič Prokof'ev tra il 1948 e il 1950; la coreografia originale fu di Leonid Lavrovskij, il libretto di Mira Mendelsohn Prokofieva. Il balletto è l'ottavo e l'ultimo composto dal musicista. La lunghezza dell'opera e la difficoltà dell'azione scenica, molto complessa, hanno fatto sì che Il fiore di pietra non sia stato molto rappresentato e di conseguenza sia poco conosciuto dal grande pubblico.

## Storia
Nel 1948 Prokof'ev stava attraversando un difficile periodo sia per le sue precarie condizioni di salute sia per la bufera scatenata contro di lui da Andrej Zdanov, consulente culturale del Partito e da Tikhon Khrennikov, segretario dell'Unione dei Compositori sovietici; i due attaccarono il musicista accusandolo di confusione armonica, di cattivo gusto, di "formalismo" e sottolineando il fatto che il compositore, soprattutto nella sua ultima opera, La storia di un vero uomo, attribuisse al popolo sovietico connotazioni condannate dal partito. Amareggiato, ma indomito, Prokofi'ev iniziò a comporre un nuovo balletto ispiratogli da due favole dei monti Urali, raccolte in un volume da Pavel Bejov. Alla stesura del libretto collaborarono la moglie del musicista, Mira, e il coreografo Lavroski. La musica fu terminata nel 1950; solo di due brani l'autore non aveva ancora completato l'orchestrazione; l'opera fu poi terminata da Dimitri Kabalevski dopo la scomparsa del compositore. 
La prima rappresentazione avrebbe dovuto aver luogo nel mese di marzo del 1953, ma il 5 di quel mese Prokofi'ev morì colpito da emorragia cerebrale; la scomparsa contemporanea di Iosif Stalin fece passare in secondo piano quella del compositore e l'eventuale rappresentazione del balletto. Le prove, già iniziate, vennero sospese e riprese solo l'anno successivo; il 12 febbraio 1954 vi fu la prima rappresentazione al Teatro Bol'šoj con le scene e i costumi di T. Starženeckaja. Interpreti principali furono Galina Ulanova, Maja Plissezkaja, Aleksej Ermolaev.
Lo spettacolo non ebbe successo; Yuri Grigorovich realizzò una nuova versione per il Teatro Kirov di Leningrado il 27 aprile 1957 con scene e costumi di Simon Versaladze; da allora questa fu la versione ufficiale del balletto che venne ripresa anche dal Bol'šoj.

## Argomento
Il racconto è simbolico e si basa sulla figura dell'artista che, cercando la perfezione, riesce a trovarla ispirato solo dal suo genio.
In un bosco ai piedi dei monti Urali vive Danilo, un giovane incisore di pietre, e Caterina, sua promessa sposa. Si celebra il fidanzamento dei due giovani in una isba, dopo di che iniziano le danze con gli amici. Successivamente, in una capanna di tagliatori di pietre, Danilo modella un vaso su cui vorrebbe porre come decorazione un fiore di malachite dalla forma perfetta. Intanto, poco lontano, il ricco Severian sorveglia il lavoro dei suoi sottoposti nel trasportare le pietre; Danilo parte alla ricerca della pietra perfetta per creare il fiore e viene a diverbio con Severian che ha delle mire su Caterina. Il vecchio nonno, Procopio, convince Danilo a recarsi dalla Regina della Montagna di Rame che, fra i suoi tesori, ha anche uno splendido fiore di malachite. Quando il giovane giunge presso la Regina, questa lo invita a seguirla e lo sottopone a una serie di prove che Danilo supera con facilità. Egli può così vedere il fiore di pietra, ma rimane pietrificato alla sua vista.
Caterina intanto, nella sua capanna,  pensa tristemente al fidanzato lontano quando entra Severian che tenta di sedurla e che viene immediatamente respinto. Guidata dagli Spiriti del Fuoco la giovane trova la Regina che la convince ad andare in cerca di Danilo; poi, sotto le spoglie di una bellissima zingara, la Regina incanta Severian portandolo fino sull'orlo di un precipizio; qui, dopo una danza sfrenata, lo fa precipitare. Caterina ottiene finalmente di rivedere Danilo che, come risvegliato da un lungo sonno, è intento a cesellare uno splendido fiore. La Regina infine comprende l'amore sincero di Caterina per il giovane e decide di lasciarli liberi di tornare fra la loro gente per celebrare il matrimonio.

## Musica
La vicenda de Il fiore di pietra, così come strutturata, si presta alla realizzazione di musiche caratteristiche e l'inventiva di Prokofi'ev ha creato infatti svariati divertissements: Danza dei diamanti, Danza dei tagliatori di pietre, Danza gitana e molte altre. La musica semplice e in un certo modo "facile" del balletto era ormai lontana dalle melodie e dalla liricità di Cenerentola e non riuscì a convincere il pubblico; anche la seconda versione ripresa dal Bol'šoj, dopo un iniziale interesse, venne accantonata.

## Versioni orchestrali
Nel 1951 Prokofi'ev aveva tratto tre suite dalla musica del balletto, intitolate la prima Suite nuziale, op.126, la seconda Fantasia tzigana, op.127 e la terza Rapsodia degli Urali, op.128.

## Organico
Due flauti (il secondo anche ottavino), due oboi ( il secondo anche corno inglese), due clarinetti, due fagotti, quattro corni, tre trombe, tre tromboni, basso tuba, timpani, triangolo, castagnette, woodblock, tamburello basco, rullante, piatti, grancassa, tam-tam, campane tubolari, xilofono, arpa, pianoforte, archi.